# Dominoeffekt

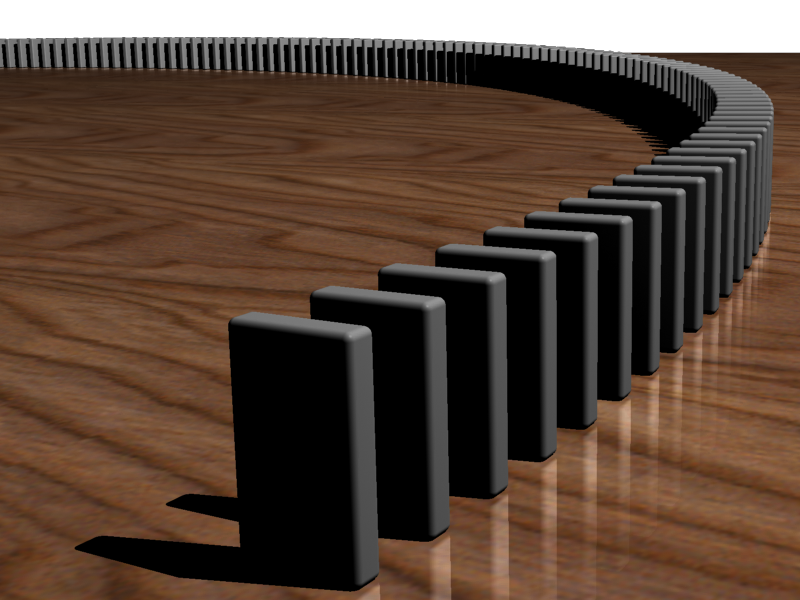
Dominobrickor som är uppställda. Om den första välter på nästa kommer alla andra att välta.

Dominoeffekt innebär att en liten händelse startar ett orsaksförlopp med långtgående konsekvenser. Namnet kommer från spelpjäserna i spelet domino. Dessa små rätblock kan ställas på högkant efter varandra, så att när en pjäs knuffas till, kommer den att välta på nästa, som välter på nästa, och så vidare.
Ett känt exempel på dominoeffekten är Skotten i Sarajevo, där två pistolskott genom en rad omständigheter blev inledningen till det första världskriget.
Ett annat exempel är tvillingtornens kollaps på 11 september-attackerna, några våningar rasar ner och krossar alla våningarna under.
Ordet "dominoeffekt" är belagt i svenska språket sedan 1965.